# Ascarat
Cet article possède un paronyme, voir Azkarate.
Ascarat (prononcé [askaʁat]; Azkarate en basque) est une commune française, située dans le département des Pyrénées-Atlantiques en région Nouvelle-Aquitaine.
Le gentilé est Azkaratear,.

## Géographie

### Localisation
La commune d'Ascarat se trouve dans le département des Pyrénées-Atlantiques, en région Nouvelle-Aquitaine.
Elle se situe à 119 km par la route de Pau, préfecture du département, à 50 km de Bayonne, sous-préfecture, et à 43 km de Mauléon-Licharre, bureau centralisateur du canton de Montagne Basque dont dépend la commune depuis 2015 pour les élections départementales.
La commune fait en outre partie du bassin de vie de Saint-Jean-Pied-de-Port.
Les communes les plus proches sont : 
Uhart-Cize (1,1 km), Lasse (1,5 km), Saint-Jean-Pied-de-Port (1,6 km), Ispoure (1,7 km), Anhaux (2,9 km), Irouléguy (3,8 km), Caro (4,0 km), Saint-Michel (4,7 km).
Sur le plan historique et culturel, Ascarat fait partie de la province de la Basse-Navarre, un des sept territoires composant le Pays basque,. La Basse-Navarre en est la province la plus variée en ce qui concerne son patrimoine, mais aussi la plus complexe du fait de son morcellement géographique. Depuis 1999, l'Académie de la langue basque ou Euskalzaindia divise la Basse-Navarre en six zones,. La commune est dans le pays de Baïgorry-Ossès (Baigorri-Ortzaize), au sud-ouest de ce territoire.

### Communes limitrophes
Les communes limitrophes sont  Anhaux, Irouléguy, Ispoure, Lasse, Ossès, Saint-Martin-d'Arrossa et Uhart-Cize.
| Saint-Martin-d'Arrossa | Ossès   |            |
| Irouléguy              | Ascarat | Ispoure    |
| Anhaux                 | Lasse   | Uhart-Cize |

### Hydrographie

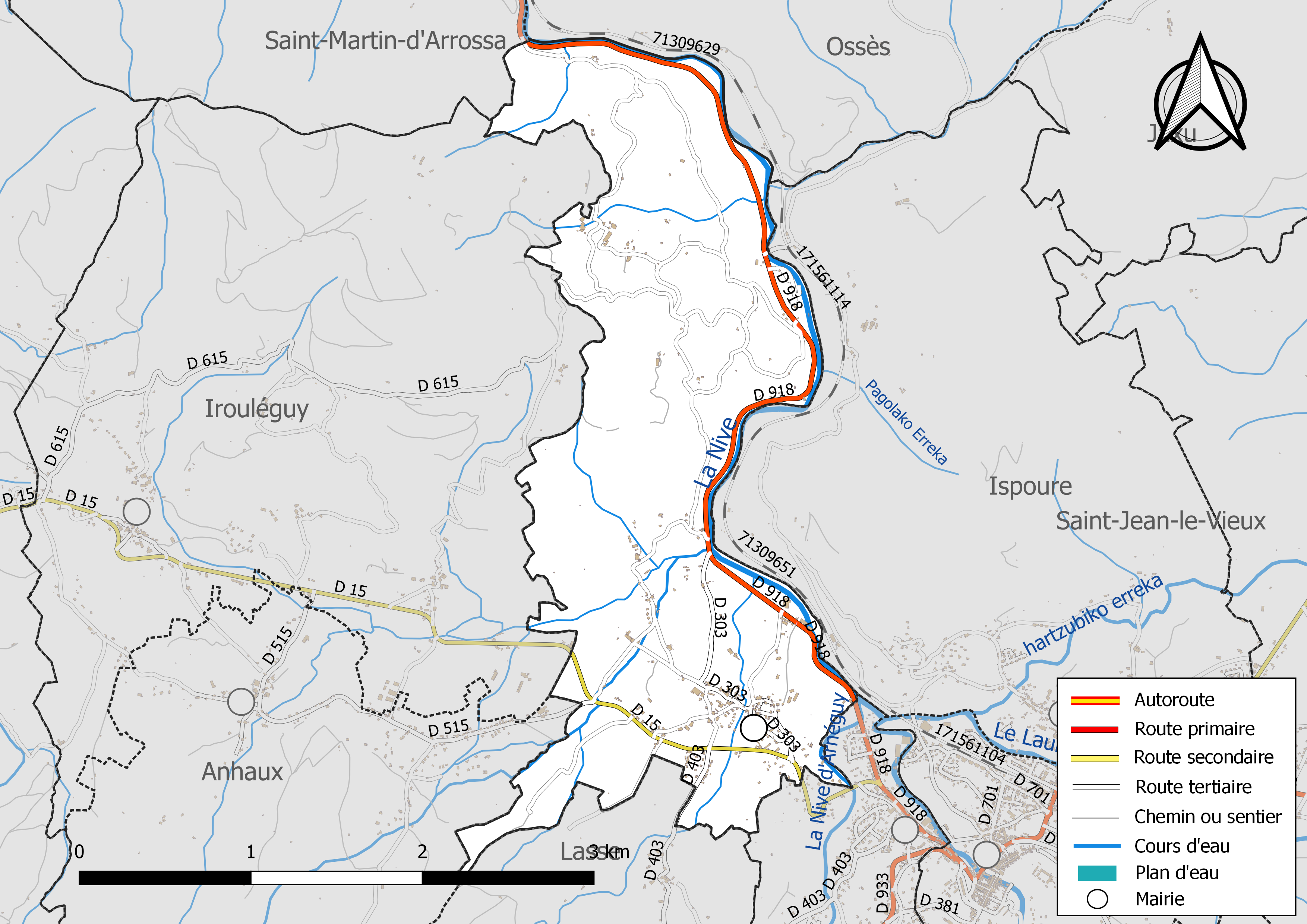
Réseaux hydrographique et routier d'Ascarat.

La commune est drainée par la Nive, la Nive d'Arnéguy, Pagolako erreka et par divers petits cours d'eau, constituant un réseau hydrographique de 13 km de longueur totale,.
La Nive, d'une longueur totale de 79,3 km, naît au pied du Mendi Zar (1 323 m), au-delà de la frontière espagnole, sous le nom de Harpeko erreka, et s'écoule du sud-est vers le nord-ouest. Elle traverse la commune et se jette dans l'Adour à Bayonne, après avoir traversé 20 communes.
La Nive d'Arnéguy, d'une longueur totale de 20,8 km, naît au pied du col d'Ibañeta, dans la commune de Luzaide (Espagne), et s'écoule du sud vers le nord. Elle traverse la commune et se jette dans la Nive à Uhart-Cize, après avoir traversé 4 communes.

### Climat
Pour des articles plus généraux, voir Climat de la Nouvelle-Aquitaine et Climat des Pyrénées-Atlantiques.
Historiquement, la commune est exposée à un micro climat océanique basque.  
En 2020, Météo-France publie une typologie des climats de la France métropolitaine dans laquelle la commune est exposée à un climat de montagne et est dans la région climatique Pyrénées atlantiques, caractérisée par une pluviométrie élevée (>1 200 mm/an) en toutes saisons, des hivers très doux (7,5 °C en plaine) et des vents faibles.
Pour la période 1971-2000, la température annuelle moyenne est de 13,5 °C, avec une amplitude thermique annuelle de 12,6 °C. Le cumul annuel moyen de précipitations est de 1 686 mm, avec 12,9 jours de précipitations en janvier et 9 jours en juillet. Pour la période 1991-2020, la température moyenne annuelle observée sur la station météorologique la plus proche, située sur la commune de Bustince-Iriberry à 6 km à vol d'oiseau, est de 13,9 °C et le cumul annuel moyen de précipitations est de 1 327,4 mm,. Pour l'avenir, les paramètres climatiques de la commune estimés pour 2050 selon différents scénarios d’émission de gaz à effet de serre sont consultables sur un site dédié publié par Météo-France en novembre 2022.

### Milieux naturels et biodiversité

#### Réseau Natura 2000
Le réseau Natura 2000 est un réseau écologique européen de sites naturels d'intérêt écologique élaboré à partir des Directives « Habitats » et « Oiseaux », constitué de zones spéciales de conservation (ZSC) et de zones de protection spéciale (ZPS).
Un site Natura 2000 a été défini sur la commune au titre de la « directive Habitats » : « la Nive », d'une superficie de 9 473 ha, un des rares bassins versants à accueillir l'ensemble des espèces de poissons migrateurs du territoire français, excepté l'Esturgeon européen,.

#### Zones naturelles d'intérêt écologique, faunistique et floristique
L’inventaire des zones naturelles d'intérêt écologique, faunistique et floristique (ZNIEFF) a pour objectif de réaliser une couverture des zones les plus intéressantes sur le plan écologique, essentiellement dans la perspective d’améliorer la connaissance du patrimoine naturel national et de fournir aux différents décideurs un outil d’aide à la prise en compte de l’environnement dans l’aménagement du territoire.
Deux ZNIEFF de type 2 sont recensées sur la commune, : 
- les « landes de Larla-Jarra et d'Orzaize-Izpura » (4 429,5 ha), couvrant 10 communes du département[27] ;
- le « réseau hydrographique des Nives » (3 596,23 ha), couvrant 33 communes du département[28].

## Urbanisme

### Typologie
Au 1er janvier 2024, Ascarat est catégorisée commune rurale à habitat dispersé, selon la nouvelle grille communale de densité à sept niveaux définie par l'Insee en 2022.
Elle appartient à l'unité urbaine de Saint-Jean-Pied-de-Port, une agglomération intra-départementale regroupant sept  communes, dont elle est une commune de la banlieue,,. Par ailleurs la commune fait partie de l'aire d'attraction de Saint-Jean-Pied-de-Port, dont elle est une commune de la couronne,. Cette aire, qui regroupe 22 communes, est catégorisée dans les aires de moins de 50 000 habitants,.

### Occupation des sols

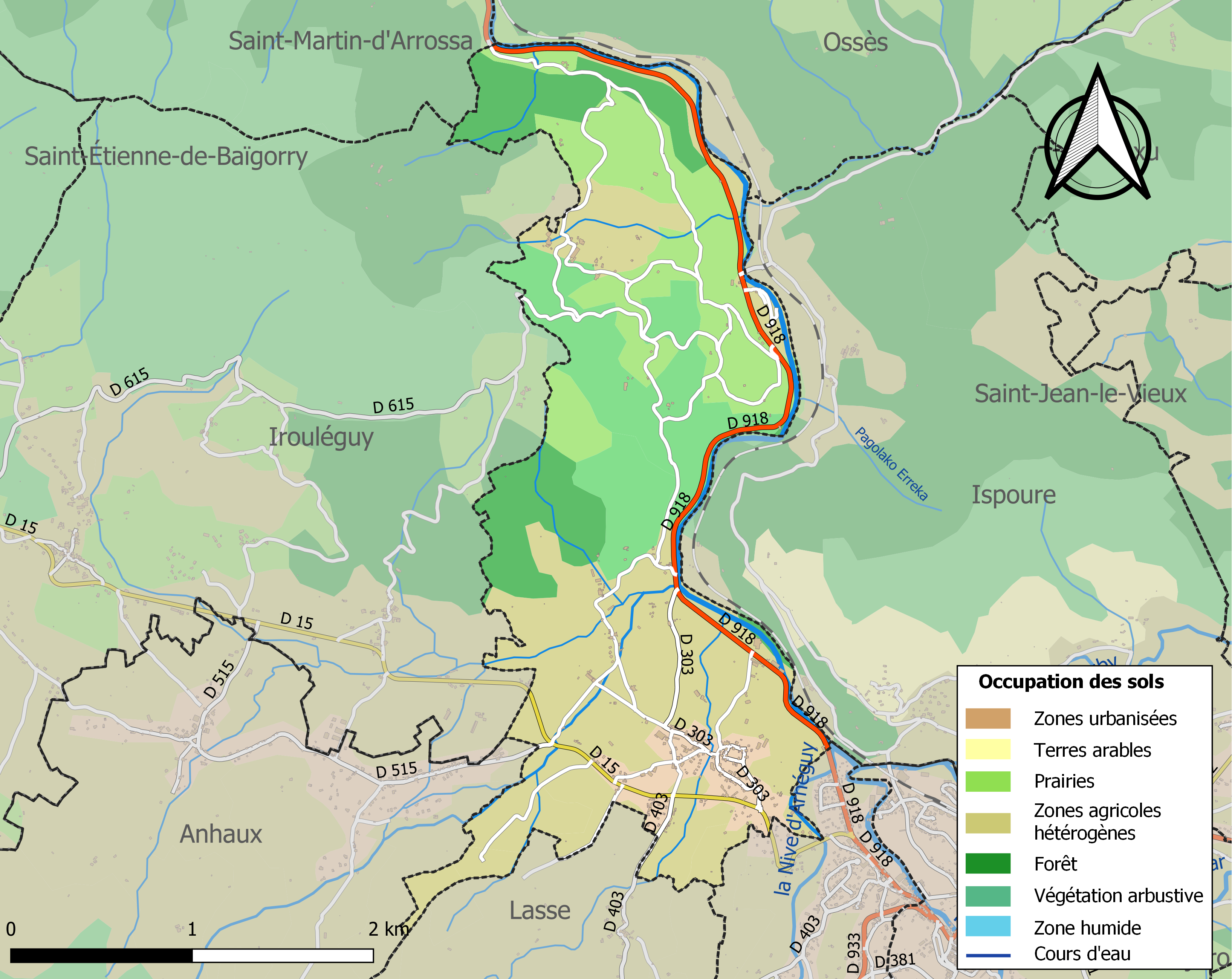
Carte des infrastructures et de l'occupation des sols de la commune en 2018 (CLC).

L'occupation des sols de la commune, telle qu'elle ressort de la base de données européenne d’occupation biophysique des sols Corine Land Cover (CLC), est marquée par l'importance des territoires agricoles (63,5 % en 2018), une proportion sensiblement équivalente à celle de 1990 (63,7 %). La répartition détaillée en 2018 est la suivante : 
zones agricoles hétérogènes (43,4 %), prairies (20,1 %), milieux à végétation arbustive et/ou herbacée (17,4 %), forêts (13,4 %), zones urbanisées (5,7 %). L'évolution de l’occupation des sols de la commune et de ses infrastructures peut être observée sur les différentes représentations cartographiques du territoire : la carte de Cassini (XVIIIe siècle), la carte d'état-major (1820-1866) et les cartes ou photos aériennes de l'IGN pour la période actuelle (1950 à aujourd'hui).

### Lieux-dits et hameaux
- Apelchénéa[12]
- Arbelarréa[12]
- Arrécharborda[12]
- Béhérekoetchéa[12]
- Bentaberria[12]
- Beskinaénéa[12]
- Bidartéa[12]
- Bordia[12]
- Burugorriénéa[12]
- Caracotchéa[12]
- Choko Ona[12]
- Errékaldéa[12]
- Fargas (château de)[12]
- Ferrandoénéa[12]
- Garatégaïna[12]
- Haranbiako Borda[12]
- Harguinaénéa[12]
- Harguinchuria[12]
- Hirureta[12]
- Indartéa[12]
- Iputchaénéa[12]
- Ithurraldéa[12]
- Ithurricheta[12]
- Jauberria[12]
- Pontoussénéa[12]
- Puchulua[12]
- la Solitude[12]
- Tofinaenea[12]
- Uhaldéa[12]

### Voies de communication et transports
Ascarat est desservie par les routes départementales D 15 et D 918.

### Risques majeurs
Le territoire de la commune d'Ascarat est vulnérable à différents aléas naturels : météorologiques (tempête, orage, neige, grand froid, canicule ou sécheresse), inondations, feux de forêts et séisme (sismicité moyenne). Un site publié par le BRGM permet d'évaluer simplement et rapidement les risques d'un bien localisé soit par son adresse soit par le numéro de sa parcelle.
Certaines parties du territoire communal sont susceptibles d’être affectées par le risque d’inondation par une crue torrentielle ou à montée rapide de cours d'eau, notamment la Nive d'Arnéguy et la Nive. La commune a été reconnue en état de catastrophe naturelle au titre des dommages causés par les inondations et coulées de boue survenues en 1982, 1983, 2009, 2014 et 2021,.
Ascarat est exposée au risque de feu de forêt. En 2020, le premier plan de protection des forêts contre les incendies (PDPFCI) a été adopté pour la période 2020-2030. La réglementation des usages du feu à l’air libre et les obligations légales de débroussaillement dans le département des Pyrénées-Atlantiques font l'objet d'une consultation de public ouverte du 16 septembre au 7 octobre 2022,.

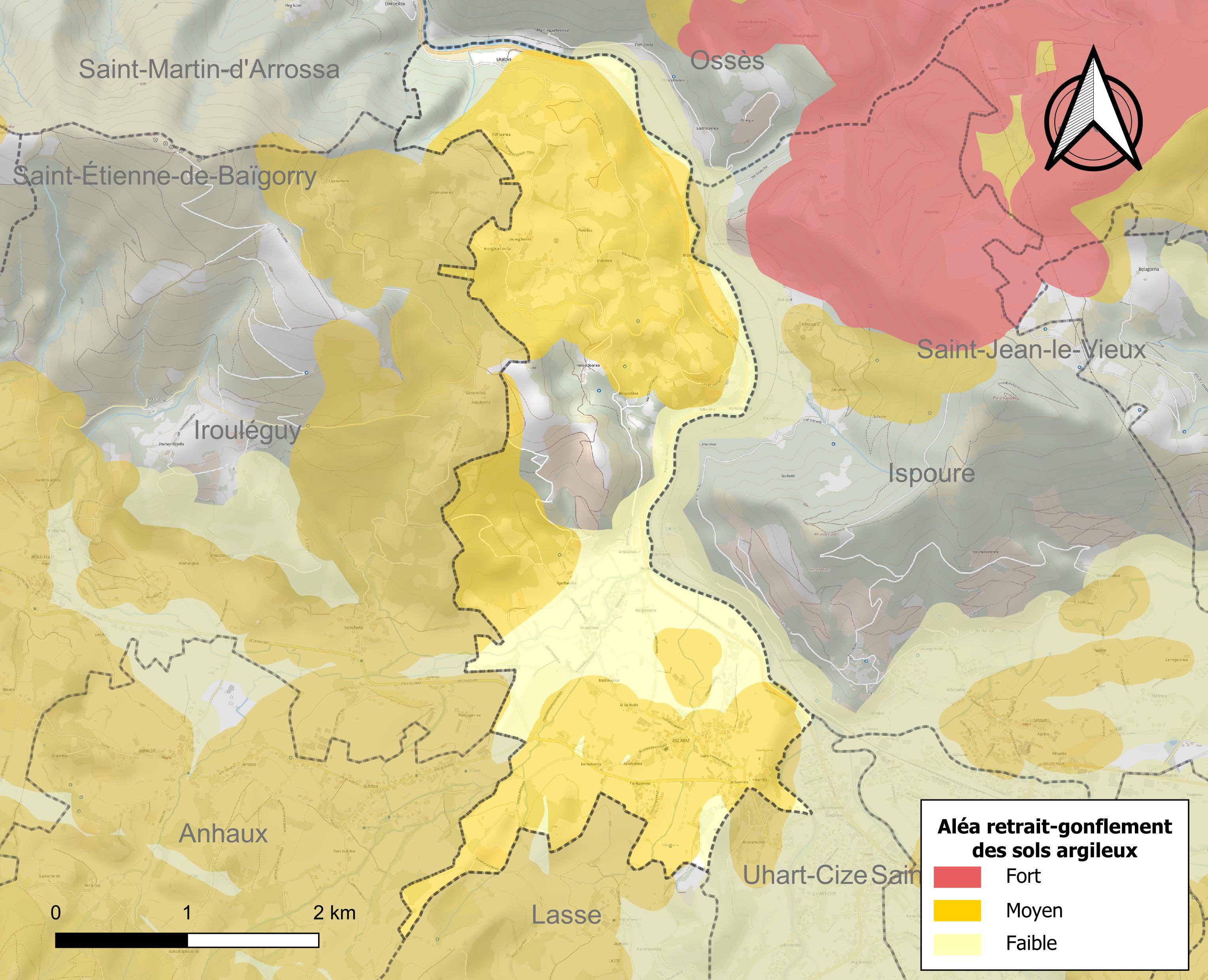
Carte des zones d'aléa retrait-gonflement des sols argileux d'Ascarat.

Le retrait-gonflement des sols argileux est susceptible d'engendrer des dommages importants aux bâtiments en cas d’alternance de périodes de sécheresse et de pluie. 66 % de la superficie communale est en aléa moyen ou fort (59 % au niveau départemental et 48,5 % au niveau national). Depuis le 1er octobre 2020, en application de la loi ELAN, différentes contraintes s'imposent aux vendeurs, maîtres d'ouvrages ou constructeurs de biens situés dans une zone classée en aléa moyen ou fort,.

## Toponymie

### Attestations anciennes
Le toponyme Ascarat apparaît sous les formes 
Ascarat (1106), 
Escarat (XIIIe siècle), 
Azcarat (1350), 
Atzcarat (1366), 
Azquarat (1413), 
Axcarat (1513, titres de Pampelune), 
Axcarate (1621, Martin Biscay) et 
Sanctus Julianus d'Ascarat (1763, collations du diocèse de Bayonne).

### Étymologie
Jean-Baptiste Orpustan indique que le toponyme est composé de aitz (« rocher ») et de garate (« lieu haut »), soit « hauteur de rocher ».

### Autres toponymes
Chubitoa est un hameau d’Ascarat et d’Anhaux, mentionné en 1863 par le dictionnaire topographique Béarn-Pays basque.
Jauréguy était un fief vassal du royaume de Navarre, cité dans le dictionnaire de 1863 de même que Larragoyen.

### Graphie basque
Son nom basque actuel est Azkarate.

## Histoire
La paroisse est mentionnée dès 1256 et est « ravagée par des gens de guerre » en 1396.
En 1391, Saint-Étienne-de-Baïgorry englobait les communes actuelles de Anhaux, Ascarat, Irouléguy et Lasse.

## Politique et administration
| Période                                  | Période  | Identité            | Étiquette | Qualité                        |
| ---------------------------------------- | -------- | ------------------- | --------- | ------------------------------ |
| 1995                                     | 2020     | Jean-Michel Galant  | REG EHBAI | Conseiller général (2001-2008) |
| 2020                                     | En cours | Philippe Etchenique |           |                                |
| Les données manquantes sont à compléter. |          |                     |           |                                |

### Intercommunalité
La commune d'Ascarat appartient à la communauté d'agglomération du Pays Basque. Elle est membre du syndicat d'énergie des Pyrénées-Atlantiques, du SIVOS de Garazi, du SIVU Hiruen Artean et du syndicat intercommunal pour l'aménagement et la gestion de l'abattoir de Saint-Jean-Pied-de-Port.

## Démographie
L'enquête de 1786 recense à Ascarat 56 maisons et 328 personnes.
L'évolution du nombre d'habitants est connue à travers les recensements de la population effectués dans la commune depuis 1793. Pour les communes de moins de 10 000 habitants, une enquête de recensement portant sur toute la population est réalisée tous les cinq ans, les populations de référence des années intermédiaires étant quant à elles estimées par interpolation ou extrapolation. Pour la commune, le premier recensement exhaustif entrant dans le cadre du nouveau dispositif a été réalisé en 2006.

En 2022, la commune comptait 344 habitants, en évolution de +8,18 % par rapport à 2016 (Pyrénées-Atlantiques : +3,78 %, France hors Mayotte : +2,11 %).
| 1793 | 1800 | 1806 | 1821 | 1831 | 1836 | 1841 | 1846 | 1851 |
| ---- | ---- | ---- | ---- | ---- | ---- | ---- | ---- | ---- |
| 334  | 260  | 279  | 369  | 402  | 441  | 440  | 445  | 403  |

| 1856 | 1861 | 1866 | 1872 | 1876 | 1881 | 1886 | 1891 | 1896 |
| ---- | ---- | ---- | ---- | ---- | ---- | ---- | ---- | ---- |
| 340  | 375  | 354  | 360  | 353  | 350  | 354  | 346  | 412  |

| 1901 | 1906 | 1911 | 1921 | 1926 | 1931 | 1936 | 1946 | 1954 |
| ---- | ---- | ---- | ---- | ---- | ---- | ---- | ---- | ---- |
| 338  | 350  | 354  | 321  | 323  | 355  | 353  | 348  | 325  |

| 1962 | 1968 | 1975 | 1982 | 1990 | 1999 | 2006 | 2011 | 2016 |
| ---- | ---- | ---- | ---- | ---- | ---- | ---- | ---- | ---- |
| 274  | 283  | 282  | 294  | 294  | 275  | 280  | 315  | 318  |

| 2021 | 2022 | - | - | - | - | - | - | - |
| ---- | ---- | - | - | - | - | - | - | - |
| 339  | 344  | - | - | - | - | - | - | - |

## Économie
La commune fait partie de la zone de production du vignoble d'Irouléguy et de celle d'appellation de l'ossau-iraty.
L'activité est principalement agricole.

## Culture locale et patrimoine

### Lieux et monuments

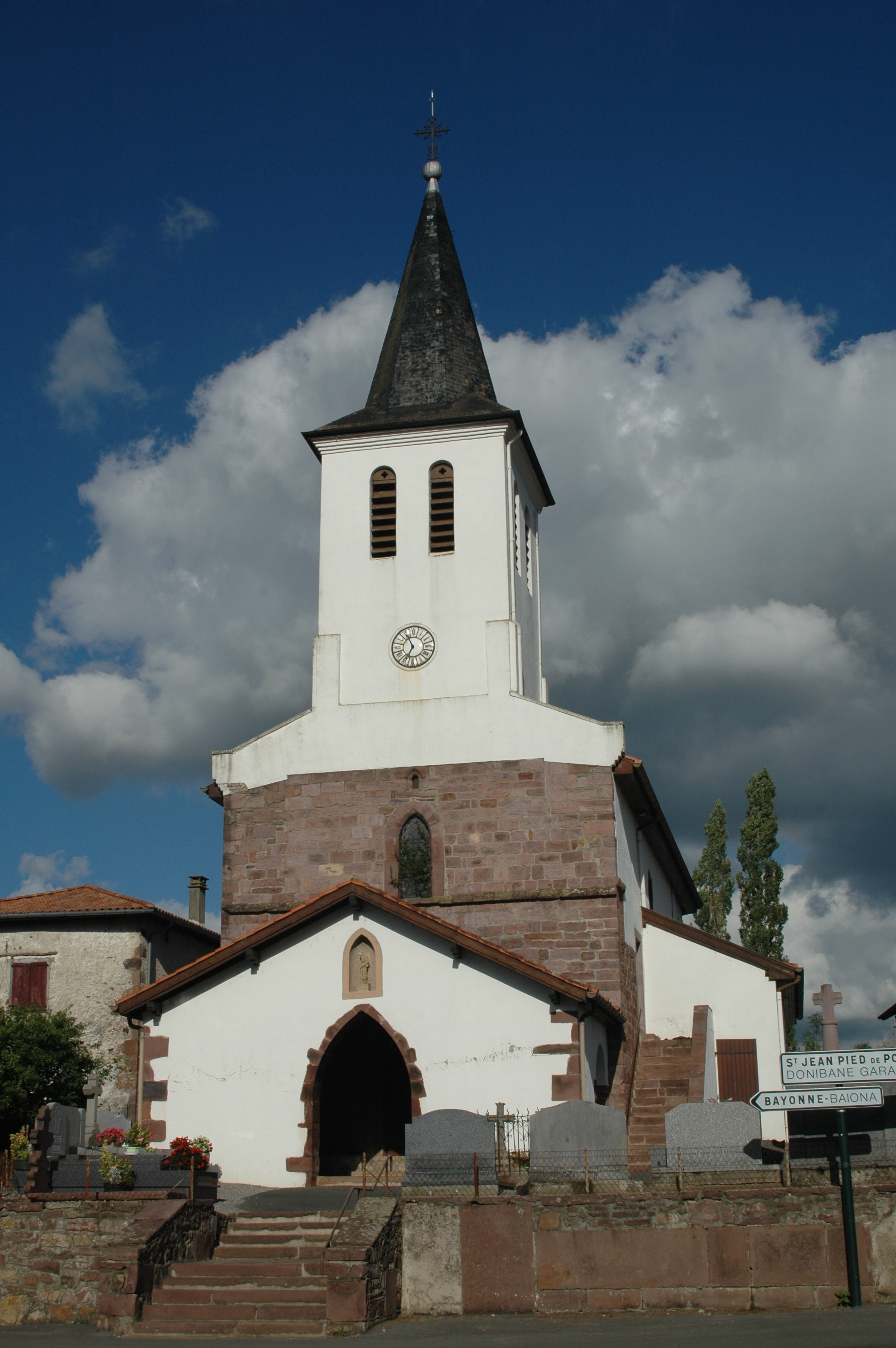
L'église.
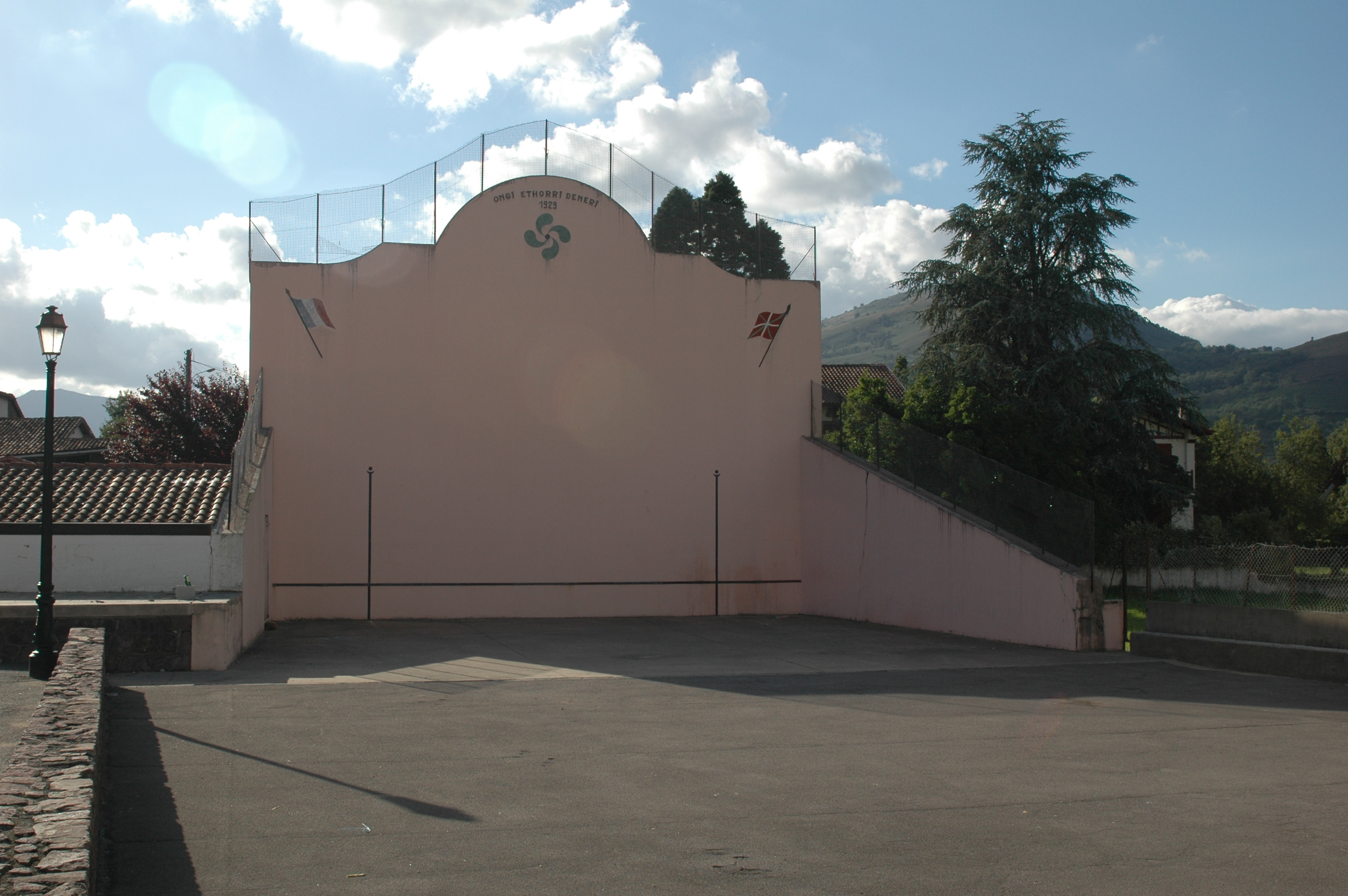
Le fronton place libre.

#### Patrimoine civil
La commune possède un ensemble de fermes des XVIe et XVIIe siècles, inscrites à l'Inventaire général du patrimoine culturel. La ferme Harizpea date de 1587 et la  maison Uhaldea de la fin du XVIIIe siècle ou du début du XIXe siècle. Le manoir dit château de Vergues ou château de Fargas date, quant à lui, du XVIIIe siècle.

#### Patrimoine religieux
L'église Saint-Julien-d'Antioche, d'origine médiévale, a été fortement remaniée aux XVIIIe et XIXe.

### Personnalités liées à la commune
Pierre Narbaitz, né en 1910 à Ascarat et mort en 1984 à Cambo-les-Bains, est un historien, écrivain et académicien basque français de langue basque et de langue française.

### Héraldique
| Blason | Blasonnement : Écartelé au 1 d'azur au cep de vigne pampré d'argent et fruité d'or ; au 2 d'argent à une aigle essorante de sable sur un mont de sinople ; au 3 d'argent à deux fasces de gueules ; au 4 d'azur à un cheval gai passant d'or surmonté de deux étoiles d'argent posées en fasce au franc quartier des barons militaires d'Empire. |

## Pour approfondir